# Vernon (Vienne)
Vernon é uma comuna francesa na região administrativa da Nova Aquitânia, no departamento de Vienne. Estende-se por uma área de 38,38 km². Em 2010 a comuna tinha 730 habitantes (densidade: 19 hab./km²).